# Веселата ферма
„Веселата ферма“ (на английски: Funny Farm) е американски пълнометражен игрален филм комедия на режисьора Джордж Рой Хил от 1988 година, с участието на Чеви Чейс и Медолин Смит.

## Сюжет
Внимание:  Текстът по-долу разкрива сюжета на произведението (или части от него)!
Успешният нюйоркски спортен журналист Анди Фармър и съпругата му учителка Елизабет решават да напуснат суматохата на Манхатън, за да живеят във ферма в спокойствието на провинцията на Върмонт. Във фермата Анди планира да напише книга за ограбването на казино, за което вече е получил депозит от 10 000 долара от издателя.
Първоначалният ентусиазъм към заобикалящата природа и новото семейно гнездо е засенчен от ежедневните неволи, преследващи фермерите и липсата на взаимно разбирателство с местното население. Заради стреса работата на Анди по книгата напредва с голяма трудност и резултатът е плачевен, дори собствената му съпруга го  критикува. В същото време, тайно от съпруга си, Елизабет написва своя книга за катерицата Анди, която е вдъхновена от премеждията, случващи се на ново място. Книгата й е приета с ентусиазъм от издателите, а ръкописът й е закупен за печат, освен това дори е помолена да напише продължение. Елизабет съобщава за успеха си на съпруга си, което го потапя в шок и последваща дълбока депресия. Междувременно срокът за доставка на книгата на Анди, предвиден в договора, вече е изтекъл, за което го информира представителят на издателството, дошъл да вземе или книгата, или внесения по-рано аванс. Анди, в пристъп на паника, осъзнавайки, че книгата му е пълен провал, за да се измъкне по някакъв начин от тази ситуация и да не върне парите, дава ръкописа на жена си на издателя си. Елизабет, научавайки за постъпката на съпруга си, се вбесява и настоява за развод.
На общо събрание на селяните съпрузите обявяват предстоящия развод и намерението си да продадат къщата, но за да направят това бързо и с максимална полза, те молят жителите на града да създадат илюзията за райско място за потенциалните нови купувачи, обещавайки да награди всеки жител за това. Селяните се постарават, правят цял спектакъл, така че първите купувачи, които идват да видят къщата, се хващат на тази стръв им, напълно възхитени от видяното, предлагат сума за Фермерската къща, която дори не са очаквали.
Анди и Елизабет в този решаващ за тях момент отказват да продадат къщата, осъзнавайки, че въпреки всички грешки, които са допуснали и неприятностите, които са се случили, те продължават да се обичат много.

## В ролите
| Актьор          | Роля            |
| --------------- | --------------- |
| Чеви Чейс       | Анди Фармър     |
| Медолин Смит    | Елизабет Фармър |
| Джоузеф Махер   | Майкъл Синклер  |
| Брад Съливан    | Брок            |
| Кевин О'Морисън | Шериф Летбетър  |
| Майк Стар       | Крокър          |
| Глен Плъмър     | Мики            |